# Gralinowate
Gralinowate, graliny (Grallinidae) – wyróżniana dawniej rodzina ptaków z rzędu wróblowych, obejmująca cztery gatunki małych ptaków występujących w Australii, na Nowej Gwinei i Timorze. Są wszystkożerne.
Badania DNA wykazały, że ptaki te dotychczas uważane za jedną rodzinę nie są ze sobą blisko spokrewnione. W systematyce uwzględniającej te badania dwa gatunki z podrodziny gralin (Grallininae) zostały umieszczone w rodzinie monarkowatych, a dwa pozostałe gatunki z podrodziny skałowronów (Corcoracinae) wyodrębnione w osobną rodzinę Corcoracidae.

## Systematyka
Do rodziny zaliczano następujące podrodziny, rodzaje i gatunki:
- Podrodzina: Grallininae – graliny, obecnie klasyfikowane w rodzinie monarkowatych (Monarchidae)
  - Rodzaj: Grallina
    - gralina srokata (Grallina cyanoleuca)
    - gralina potokowa (Grallina bruijni)
- Podrodzina: Corcoracinae – skałowrony, obecnie w randze rodziny Corcoracidae
  - Rodzaj: Corcorax
    - skałowron (Corcorax melanorhamphos)
    - apostoł (Struthidea cinerea)